# Xanthophenax productus
Xanthophenax productus là một loài tò vò trong họ Ichneumonidae.